# Joey Waronker

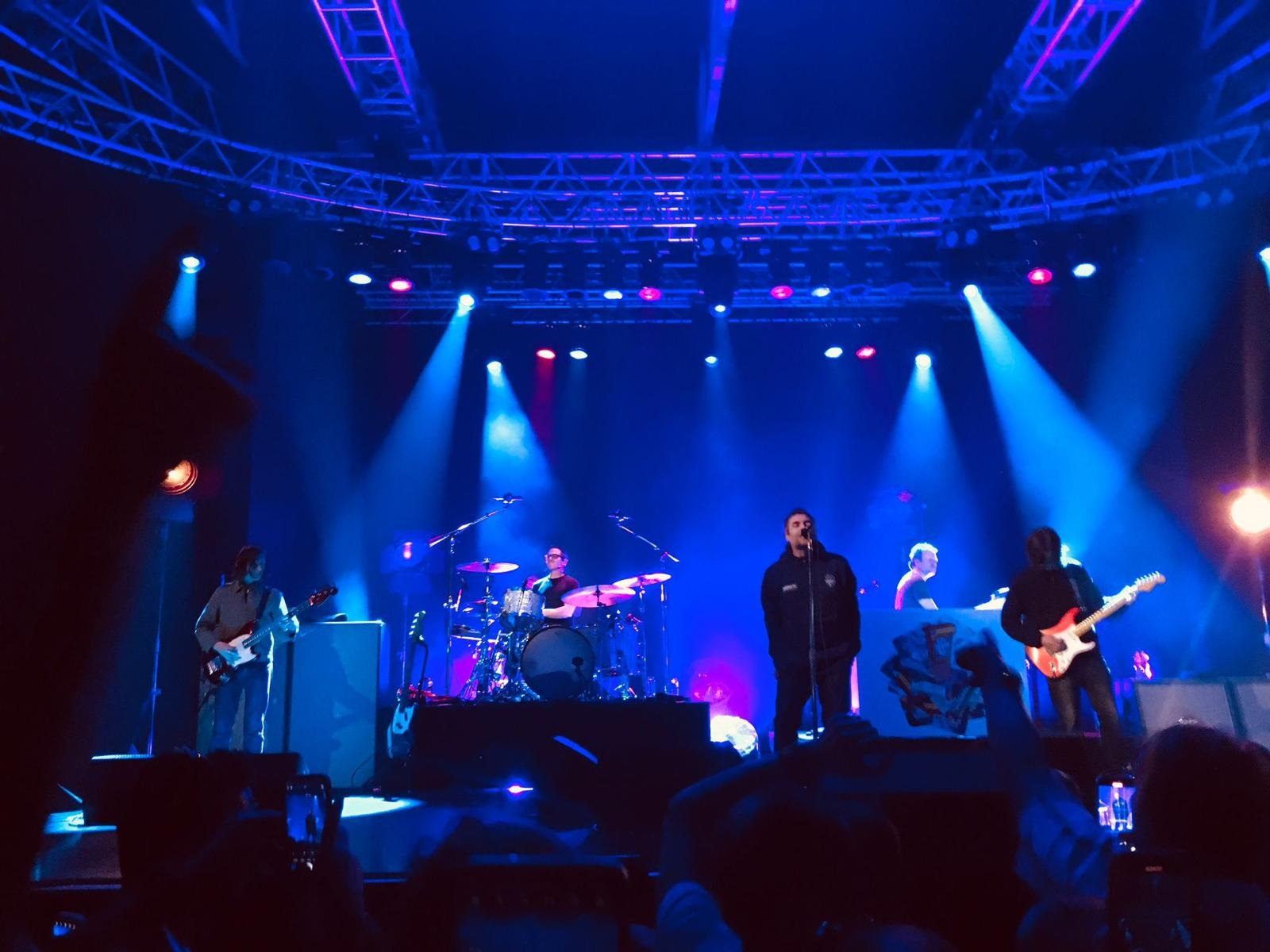
Joey Waronker alla batteria durante il concerto di Liam Gallagher e John Squire a Milano nel 2024

Joey Waronker, vero nome Joseph (Los Angeles, 20 maggio 1969), è un batterista e produttore discografico statunitense, collaboratore regolare di Beck e dei R.E.M. e membro dei gruppi Atoms for Peace, Ultraísta e, dopo la reunion, degli Oasis.

## Carriera
Ha iniziato l'attività professionale di musicista con il gruppo Walt Mink nel 1990. Verso la fine degli anni '90 ha iniziato a collaborare con Beck (a partire dall'album Odelay) principalmente in studio ma anche dal vivo. Nel 1998 ha suonato la batteria in due tracce nell'album XO di Elliot Smith. Nel 2000 ha collaborato nuovamente con Smith per Figure 8.
Nell'ottobre 1997, dopo che Bill Berry ha lasciato i R.E.M. per problemi di salute, Waronker inizia a collaborare col gruppo di Michael Stipe come turnista live, diventando poi collaboratore stabile in studio fino al 2002.
Ha collaborato inoltre con Paul McCartney, Johnny Cash, Pink (cantante), Leonard Cohen, Doobie Brothers, Bat for Lashes, AIR, Gnarls Barkley, Charlotte Gainsbourg, Tracy Chapman, Yusuf, Lisa Marie Presley, Nelly Furtado, Smashing Pumpkins, Pete Yorn, Daniel Johnston e tanti altri.
Nel 2009, insieme a Thom Yorke, Nigel Godrich, Flea e Mauro Refosco ha realizzato l'album solista di Yorke The Eraser. A partire da questo progetto è nato il gruppo Atoms for Peace, che ha pubblicato Amok nel 2013.
Suona anche nel gruppo Ultraísta insieme a Nigel Godrich e Laura Bettison.
Nel periodo 2012-2013 ha collaborato anche con Norah Jones (in Little Broken Hearts), Dwight Yoakum (in 3 Pears), Leonard Cohen (Old Ideas), M83 (Hurry Up, We're Dreaming) e Tegan and Sara (Heartthrob).
In qualità di batterista ha fatto parte della formazione che ha registrato l'album di Roger Waters Is This the Life We Really Want?, uscito nel 2017.
Ha suonato la batteria per Liam Gallagher e John Squire nel loro album Liam Gallagher John Squire, uscito nel 2024.
Dopo la reunion annunciata nel 2024 dai fratelli Gallagher, Waronker è entrato a fare parte degli Oasis.
Per quanto riguarda il suo coinvolgimento in colonne sonore, Waronker ha lavorato con Miguel Arteta (per Star Maps, Chuck & Buck, The Good Girl), con Badly Drawn Boy (colonna sonora di About a Boy), James Newton Howard (Collateral), Graeme Revell (Walking Tall).
Nel ruolo di produttore discografico ha lavorato con Other Lives, Priscilla Ahn, Lisa Germano, Eels e The Moth & the Flame.

## Vita privata
È figlio del produttore Lenny Waronker e dell'attrice e musicista Donna Loren, nonché fratello della musicista Anna Waronker.
È sposato con Lizzy ed ha un figlio.